# Begonia fusca
Begonia fusca är en begoniaväxtart som beskrevs av Frederik Michael Liebmann. Begonia fusca ingår i släktet begonior, och familjen begoniaväxter. Inga underarter finns listade i Catalogue of Life.